# Karl Patry
Jean Louis Karl Patry (* 11. Oktober 1898 in Hattenbach; † 16. September 1958 in Marburg) war ein deutscher Gutsbesitzer, Agrarfunktionär, NSDAP-Landespolitiker, SS-Brigadeführer und Kriegsverwaltungsbeamter.

## Herkunft
Karl Patry wurde im Schloss Hattenbach, dem Herrenhaus des von seinem Vater Robert Patry im Jahre 1892 erworbenen Guts in Hattenbach im heutigen Landkreis Hersfeld-Rotenburg geboren.

## Leben
Patry studierte Landwirtschaft, diente im Ersten Weltkrieg als Kriegsfreiwilliger im Heer, zuletzt als Leutnant d.R., wurde bereits 1914 mit dem Eisernen Kreuz II. und I. Klasse ausgezeichnet und kehrte nach Kriegsende auf das väterliche Gut zurück.
Zum 1. Mai 1930 trat er in die NSDAP ein (Mitgliedsnummer 237.771), kurz darauf auch mit dem Rang SS-Untersturmführer (damals SS-Sturmführer) in die SS (SS-Nummer 276.585), und gründete die NSDAP-Ortsgruppe Hattenbach, eine der ersten im damaligen Landkreis Hersfeld. Er avancierte sowohl im Verwaltungsapparat des NS-Regimes, unter dem NSDAP-Gauleiter von Kurhessen Karl Weinrich, als auch in der SS sehr zügig. Am 15. September 1934 wurde er, als Nachfolger von Karl Vetter, Landesobmann der Landesbauernschaft Kurhessen im Reichsnährstand und Mitglied des Deutschen Reichsbauernrates; diese Ämter hatte er bis zum Ende des Zweiten Weltkriegs bzw. bis zur Auflösung des Reichsbauernrates im April 1941 inne. Im Bereich der Landesbauernschaft Kurhessen setzte er die judenfeindliche Politik der NSDAP rigoros um: bereits Ende August 1938 gab es keine jüdischen Viehhändler, Metzgereien oder Darmhandlungen mehr.
1933 war er Vorsitzender des Kurhessischen Kommunallandtages und Mitglied des Provinziallandtags der Provinz Hessen-Nassau, die dann beide am 17. Juli 1933 aufgelöst wurden.
Parallel zu seiner Arbeit als Bauernfunktionär diente er ab Ende der 1930er Jahre im Rasse- und Siedlungshauptamt (RuSHA) der SS. Er wurde im Mai 1936 zum SS-Sturmbannführer und im April 1939 zum SS-Obersturmbannführer befördert. Vom RuSHA wechselte er zum im Juli 1941 eingerichteten Reichsministerium für die besetzten Ostgebiete (RMfdbO), wo er 1942 in der Hauptabteilung III „Wirtschaft“ als Kriegsverwaltungsvizechef Leiter der Abteilung III E 2 „Erzeugung“ in der Chefgruppe III E „Ernährung und Landwirtschaft“ bekundet ist. In dieser Dienststellung war er mit der Planung der landwirtschaftlichen Nutzung der besetzten Gebiete befasst, insbesondere auch im Rahmen des Generalplans Ost. Am 9. Februar 1943 wurde er, mit Patent vom 30. Januar 1943, zum SS-Standartenführer, am 30. Januar 1944 zum SS-Oberführer und am 30. Januar 1945 zum SS-Brigadeführer befördert. Am 9. November 1944, als es schon lange keine besetzten Ostgebiete mehr zu verwalten gab, wurde er zurück in das Rasse- und Siedlungshauptamt der SS versetzt. Für seine Tätigkeit im Zweiten Weltkrieg erhielt er das Kriegsverdienstkreuz II. Klasse und I. Klasse, jeweils mit Schwertern, sowie den Totenkopfring der SS.

## Familie
Karl Patry war verheiratet mit Paula, geb. Diesterweg. Ab 1935 lebte die Schwester des späteren Ministers für Staatssicherheit der DDR, Wilhelm Zaisser, in einer Menage a trois auf dem Familiengut. Patry verstarb 1958, seine Nachkommen bewirtschaften heute das Familiengut in Hattenbach.